# 클로틸디스 (프랑크)
클로틸드, 클로틸드 1세(Clotilde, 475년 - 545년)는 부르군트의 왕 힐페리히 2세의 딸이며 프랑크 왕 클로비스 1세의 왕비이다. 클로틸다(Clotilda), 클로틸디스(Clotildis)로도 부른다.
기독교 성인으로 성 클로틸드 혹은 성녀 클로틸드(St. Clotild) 로도 부른다. 사후 가톨릭 성인에 추증되었으며 축일은 6월 3일이다.

## 생애
클로틸드는 474년경 부르군트 왕국의 리옹(Lyon)에서 태어났다. 부르군트의 왕 힐페리히 2세와 크레테나(Caretena)의 딸이며 알려지지 않은 설에 의하면 파라몬드의 아들 프레데문도의 증손녀라는 설도 있다. 492년 아버지 힐페리히 2세가 그의 동생뻘 되는 군도발트에게 살해당하고 어머니 크레테나는 익살당하자, 언니 크로마(Chroma)와 함께 부르군트에서 피신하여 프랑크의 클로비스 1세에게 의탁하였고, 493년 그와 결혼했다. 그는 남편 클로비스 1세를 설득하여 496년 12월 성탄절에 클로비스를 기독교로 개종시켰다.
부르군트 족, 튀링겐과의 전쟁에서 연전연승을 하다 실패한 클로비스 1세는 충격을 받고 실패의 원인을 찾았고, 클로틸드는 '클로틸드의 하느님'에게 도움을 청하도록 설득했다. 그러나 클로비스 1세가 아리우스파 기독교를 신봉하다가 정통파 기독교로 개종했는지, 이교도였다가 아리우스파 기독교를 받아들인 것인가 여부는 불확실하다.
개종 직후 다시 게르만 부족과의 전쟁에서 승리를 거둔 클로비스 1세는 하느님의 영험함을 믿게 되었고, 클로비스 1세는 아들 잉고메르에게 세례를 베풀고 대대적인 경축행사를 가졌으나 아들이 일찍 죽자 실망하기도 하였다.
클로비스 1세와의 사이에서 잉고메르, 클로도미르, 힐데베르트 1세, 클로타르 1세와 딸 프랑크의 클로틸드 등을 두었다. 테오데리히 1세는 그의 아들이라는 설과 이교도인 에보힐다의 아들이라는 설이 있다.
남편 클로비스 1세 사후 수녀원에 들어갔으며, 524년 클로도미르의 사후 그녀의 손자이자 클로도미르의 아들들을 돌보기도 했다. 그러나 클로도미르의 두 아들은 영토를 욕심냈던 다른 아들인 클로타르 1세와 힐데베르트 1세에 의해 살해당한다. 클로틸드는 이후 투르(Tours)로 가서 병자와 가난한 사람들을 돌보다가 545년에 사망했다. 사후 성인에 추서되었다. 축일은 6월 3일이다.

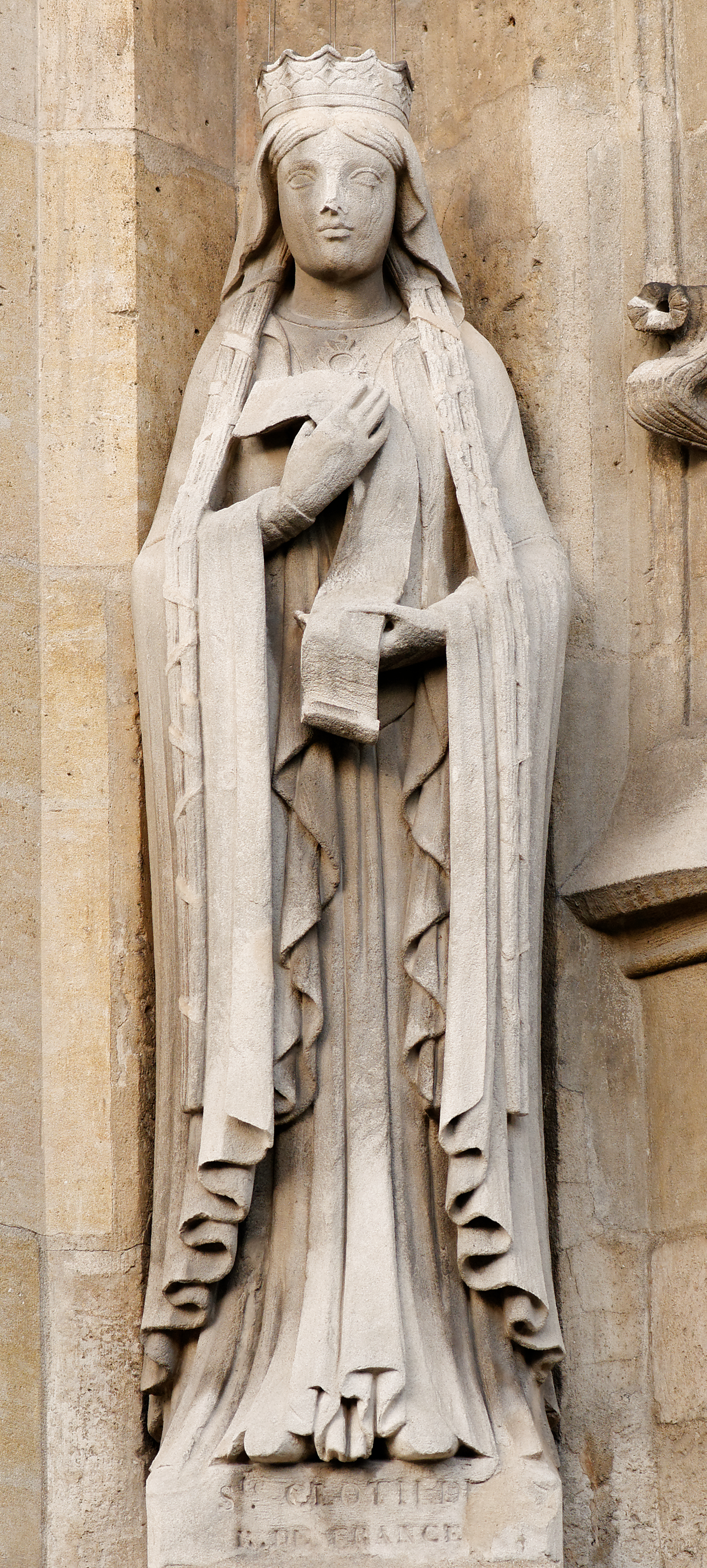
클로틸드 조각상

## 같이 보기
- 메로빙거 왕조
- 부르군트 왕국
- 프랑크 왕국
- 클로비스 1세
- 잉고메르
- 클로타르 1세
- 클로도미르
- 클로도알드
- 힐데베르트 1세